# 定保英弥
定保 英弥（さだやす ひでや、1961年7月6日 - ）は、日本の実業家。株式会社帝国ホテル代表取締役社長、日本ホテル協会会長。

## 人物・経歴
東京都生まれ。父は航空会社勤務。神奈川県立鎌倉高等学校を経て、1984年学習院大学経済学部経済学科卒業。大学ではテニスサークル副将を務め、森田道也ゼミでアメリカ企業のケーススタディを学んだ。
大学卒業後帝国ホテル入社。ロサンゼルスでの勤務を経て、2004年営業部長。2006年帝国ホテルハイヤー取締役。2008年ホテル事業統括部長兼東京副総支配人兼インペリアルキッチン取締役。2009年取締役常務執行役員東京総支配人兼ホテル事業統括部担当。2012年専務取締役東京総支配人兼ホテル事業統括部担当。
2013年から帝国ホテル代表取締役社長、東京総支配人を務め、アジアの富裕層取り込みのためシンガポール営業所の開設を行うなどした。2018年日本ホテル協会理事。2019年日本ホテル協会副会長。2023年日本ホテル協会会長、日本観光振興協会評議員。